# Size Records
Size Records est un label suédois fondé par le DJ Steve Angello en 2003 et basé à Londres.
Plus d'une centaine de singles sont sortis sur le label, dont les plus connus sont SLVR (abréviation de silver en anglais) réalisé par Steve Angello lui-même, et Everything, cette fois réalisé par les Suédois AN21 et Sebjak. Le label regroupe plusieurs artistes tels que Max Vangeli, Third Party, Dimitri Vangelis & Wyman ou Junior Sanchez (en).
En 2014, le label célèbre ses dix ans en offrant gratuitement sur le Google Play Store les 100 premiers singles sortis depuis sa création.
En 2016, Still Young sortent leur EP Finally qui sera rapidement top des ventes sur Beatport, suivi de Magic Sword avec leur EP Legend.
Aujourd'hui, Size Records est supporté par de nombreux fans à travers le monde, regroupés sous l’appellation « Size Records Family ».

## Artistes notables
- Steve Angello
- Tim Mason
- Max Vangeli
- Third Party
- Qulinez
- Sebastian Ingrosso
- Tiësto
- Afrojack
- Laidback Luke
- Don Diablo
- Moguai
- Thomas Gold
- AN21
- Avicii
- Marcus Schossow